# Vibració d'una membrana circular

Un dels possibles modes de vibració d'un pedaç de tambor ideal (mode seguint la notació descrita més endavant). Al final de l'article es mostren altres modes.

Una membrana elàstica sota tensió pot admetre vibracions transversals. Les propietats d'un pedaç de tambor ideal poden modelitzar-se amb les vibracions d'una membrana circular de gruix uniforme i subjecta a un marc rígid. A causa de les ressonàncies, a una certa freqüència de vibració (la freqüència de ressonància) la membrana pot emmagatzemar energia vibracional, amb la superfície oscil·lant en un patró característic d'ones estacionàries anomenat mode normal. Una membrana té infinits modes normals i el de menor freqüència s'anomena mode fonamental.
Una membrana pot vibrar d'infinites maneres, cadascuna depenent de la forma de la membrana en un cert instant inicial i la velocitat transversal de cada punt de la membrana en aquest instant. Les vibracions de la membrana venen donades per les solucions de l'equació d'ona en dues dimensions amb condicions de vora de Dirichlet que representen la restricció al marc. Es pot demostrar que qualsevol vibració arbitrària de la membrana es pot descompondre en una sèrie, possiblement infinita, de modes normals de la membrana. Aquest resultat és anàleg a la descomposició d'una senyal temporal en sèries de Fourier

## Motivació
L'anàlisi de la vibració d'un pedaç de tambor explica el comportament d'instruments de percussió com els tambors o les timbales. Tanmateix, també té aplicacions en biologia en el funcionament del timpà. Des d'un punt de vista educatiu, els modes d'un objecte bidimensional són una forma visual d'explicar el significat dels modes, nodes, antinodes i fins i tot els nombres quàntics. Aquests conceptes són importants per entendre l'estructura de l'àtom.

## Descripció del problema
Consideri's un disc obert {\displaystyle \Omega } de radi {\displaystyle a} centrat a l'origen, que representarà la membrana en repòs. A qualsevol temps {\displaystyle t,} l'alçada de la membrana a un punt {\displaystyle (x,y)\in \Omega } mesurat des de la posició de repòs es pot denotar com {\displaystyle u(x,y,t),} que pot prendre valors tan positius com negatius. Sigui {\displaystyle \partial \Omega } la frontera de {\displaystyle \Omega ,} o sigui, la circumferència de radi {\displaystyle a} centrada a l'origen, que representa el marc rígid que subjecta la membrana.
L'equació matemàtica que governa la vibració de la membrana és l'equació d'ona amb condició de vora de Dirichlet homogènia,
{\displaystyle {\frac {\partial ^{2}u}{\partial t^{2}}}=c^{2}\left({\frac {\partial ^{2}u}{\partial x^{2}}}+{\frac {\partial ^{2}u}{\partial y^{2}}}\right){\text{ per }}(x,y)\in \Omega \,}
{\displaystyle u=0{\text{ a }}\partial \Omega .\,}
Degut a la geometria circular de la membrana, serà convenient utilitzar coordenades cilíndriques, {\displaystyle (r,\theta ,z).} En aquest cas, les equacions anteriors es poden escriure com
{\displaystyle {\frac {\partial ^{2}u}{\partial t^{2}}}=c^{2}\left({\frac {\partial ^{2}u}{\partial r^{2}}}+{\frac {1}{r}}{\frac {\partial u}{\partial r}}+{\frac {1}{r^{2}}}{\frac {\partial ^{2}u}{\partial \theta ^{2}}}\right){\text{ per }}0\leq r<a,0\leq \theta \leq 2\pi \,}
{\displaystyle u=0{\text{ a }}r=a.\,}
Ara, {\displaystyle c} és una constant positiva, que dona la velocitat a la qual una ona transversal es propaga per la membrana. En termes dels paràmetres físics del sistema, la velocitat d'ona ve donada per
{\displaystyle c={\sqrt {\frac {N_{rr}^{*}}{\rho h}}}}
on {\displaystyle N_{rr}^{*}}, és la força radial resultant a la vora de la membrana ({\displaystyle r=a}), {\displaystyle h}, és el gruix de la membrana, i {\displaystyle \rho } és la densitat de la membrana. Si la membrana té una tensió uniforme, la força de tensió a un cert radi {\displaystyle r} ve donada per
{\displaystyle F=rN_{rr}^{r}=rN_{\theta \theta }^{r}}
on {\displaystyle N_{\theta \theta }^{r}=N_{rr}^{r}} és la resultant de a la membrana en la direcció azimutal.

## Cas radialment simètric
Primer estudiarem els modes de vibració d'una membrana circular radialment simètrica. En aquest cas, la funció {\displaystyle u} no depèn de l'angle {\displaystyle \theta ,} i l'equació d'ona es redueix a
{\displaystyle {\frac {\partial ^{2}u}{\partial t^{2}}}=c^{2}\left({\frac {\partial ^{2}u}{\partial r^{2}}}+{\frac {1}{r}}{\frac {\partial u}{\partial r}}\right).}
Buscarem solucions utilitzant separació de variables, {\displaystyle u(r,t)=R(r)T(t).} Substituint aquesta expressió a l'equació anterior i dividint ambdós costats de la igualtat per {\displaystyle c^{2}R(r)T(t)} s'obté
{\displaystyle {\frac {T''(t)}{c^{2}T(t)}}={\frac {1}{R(r)}}\left(R''(r)+{\frac {1}{r}}R'(r)\right).}
El costat esquerre de l'equació no depèn de {\displaystyle r,} i el costat dret no depèn de {\displaystyle t,} de manera que ambdós costats han de ser iguals a una constant {\displaystyle K.} D'aquesta manera, obtenim equations separates per {\displaystyle T(t)} i {\displaystyle R(r)}:
{\displaystyle T''(t)=Kc^{2}T(t)\,}
{\displaystyle rR''(r)+R'(r)-KrR(r)=0.\,}
L'equació per {\displaystyle T(t)} té solucions que creixen o decauen exponencialment per {\displaystyle K>0,} són lineals o constants per {\displaystyle K=0} i són periòdiques per {\displaystyle K<0}. Físicament, és d'esperar que una solució al problema de la vibració d'una membrana circular serà oscil·latòria en el temps, per tant l'únic cas possible és el tercer, {\displaystyle K<0,} on {\displaystyle K=-\lambda ^{2}.} Llavors, {\displaystyle T(t)} és combinació lineal de sinus i cosinus
{\displaystyle T(t)=A\cos c\lambda t+B\sin c\lambda t.\,}
Estudiant ara l'equació per {\displaystyle R(r),} i utilitzant que {\displaystyle K=-\lambda ^{2},} totes les solucions d'aquesta equació diferencial de segon ordre són combinació lineal de funcions de Bessel d'ordre 0, ja que aquest és un cas particular de l'equació diferencial de Bessel:
{\displaystyle R(r)=c_{1}J_{0}(\lambda r)+c_{2}Y_{0}(\lambda r).\,}
La funció de Bessel {\displaystyle Y_{0}} és no acotada quan {\displaystyle r\to 0,} el que donaria un resultat físicament impossible per la vibració d'una membrana, de manera que la constant {\displaystyle c_{2}} ha de ser nul·la. Podem suposar que {\displaystyle c_{1}=1,} ja que en cas contrari aquesta constant pot ser absorbida per les constants {\displaystyle A} i {\displaystyle B} de {\displaystyle T(t).} D'aquesta manera s'obté
{\displaystyle R(r)=J_{0}(\lambda r).}
La condició que l'alçada {\displaystyle u} ha de ser zero a la vora de la membrana dona la condició
{\displaystyle R(a)=J_{0}(\lambda a)=0.}
La funció de Bessel {\displaystyle J_{0}} té un nombre infinit d'arrels positives,
{\displaystyle 0<\alpha _{01}<\alpha _{02}<\cdots }
així doncs {\displaystyle \lambda a=\alpha _{0n},} per {\displaystyle n=1,2,\dots ,} i d'aquesta manera
{\displaystyle R(r)=J_{0}\left({\frac {\alpha _{0n}}{a}}r\right).}
Per tant, les solucions radialment simètriques {\displaystyle u} de la vibració d'una membrana circular es poden representar mitjançant separació de variables com
{\displaystyle u_{0n}(r,t)=\left(A\cos c\lambda _{0n}t+B\sin c\lambda _{0n}t\right)J_{0}\left(\lambda _{0n}r\right){\text{ per }}n=1,2,\dots ,\,}
on {\displaystyle \lambda _{0n}=\alpha _{0n}/a.}

## Cas general
El cas general, on {\displaystyle u} també pot dependre de l'angle {\displaystyle \theta ,} es resol de manera similar. Suposem que la solució admet separació de variables, 
{\displaystyle u(r,\theta ,t)=R(r)\Theta (\theta )T(t).\,}
Substituint en l'equació d'ona i separant les variables s'obté
{\displaystyle {\frac {T''(t)}{c^{2}T(t)}}={\frac {R''(r)}{R(r)}}+{\frac {R'(r)}{rR(r)}}+{\frac {\Theta ''(\theta )}{r^{2}\Theta (\theta )}}=K}
on {\displaystyle K} és una constant. Igual que abans, de l'equació de {\displaystyle T(t)} es dedueix que {\displaystyle K=-\lambda ^{2}} amb {\displaystyle \lambda >0} i
{\displaystyle T(t)=A\cos c\lambda t+B\sin c\lambda t.\,}
De l'equació
{\displaystyle {\frac {R''(r)}{R(r)}}+{\frac {R'(r)}{rR(r)}}+{\frac {\Theta ''(\theta )}{r^{2}\Theta (\theta )}}=-\lambda ^{2}}
s'obté, multiplicant ambdós costant per {\displaystyle r^{2}} i separant les variables, que 
{\displaystyle \lambda ^{2}r^{2}+{\frac {r^{2}R''(r)}{R(r)}}+{\frac {rR'(r)}{R(r)}}=L}
i
{\displaystyle -{\frac {\Theta ''(\theta )}{\Theta (\theta )}}=L,}
per alguna constant {\displaystyle L.} Com que {\displaystyle \Theta (\theta )} és periòdica, amb període {\displaystyle 2\pi ,} on {\displaystyle \theta } és una variable angular, se segueix que 
{\displaystyle \Theta (\theta )=C\cos m\theta +D\sin m\theta ,\,}
on {\displaystyle m=0,1,\dots } i {\displaystyle C} i {\displaystyle D} són constants. Això també implica que {\displaystyle L=m^{2}.}
Tornant a l'equació per {\displaystyle R(r),} la seva solució és combinació lineal de funcions de Bessel {\displaystyle J_{m}} i {\displaystyle Y_{m}.} Utilitzant un raonament similar al de l'apartat anterior obtenim 
{\displaystyle R(r)=J_{m}(\lambda _{mn}r),\,} {\displaystyle m=0,1,\dots ,} {\displaystyle n=1,2,\dots ,}
on {\displaystyle \lambda _{mn}=\alpha _{mn}/a,} amb {\displaystyle \alpha _{mn}} la {\displaystyle n}-èsima arrel positiva de {\displaystyle J_{m}.}
Per tant, hem demostrat que totes les solucions en variables separades del problema de vibració d'una membrana circular tenen la forma
{\displaystyle u_{mn}(r,\theta ,t)=\left(A\cos c\lambda _{mn}t+B\sin c\lambda _{mn}t\right)J_{m}\left(\lambda _{mn}r\right)(C\cos m\theta +D\sin m\theta )}
per {\displaystyle m=0,1,\dots ,n=1,2,\dots }

## Animacions dels modes de vibració
A continuació es mostren alguns dels primers modes juntament amb els seus nombres quàntics. Les funcions d'ona anàlogues per l'àtom d'hidrogen també s'indiquen així com les freqüències angulars associades {\displaystyle \omega =\lambda _{mn}c={\frac {c}{a}}\alpha _{mn}}.

Mode {\displaystyle u_{01}} (1s) amb {\displaystyle \alpha _{01}=2.40483}
Mode {\displaystyle u_{02}} (2s) amb {\displaystyle \alpha _{02}=5.52008}
Mode {\displaystyle u_{03}} (3s) amb {\displaystyle \alpha _{03}=8.65373}

Mode {\displaystyle u_{11}} (2p) amb {\displaystyle \alpha _{11}=3.83171}
Mode {\displaystyle u_{12}} (3p) amb {\displaystyle \alpha _{12}=7.01559}
Mode {\displaystyle u_{13}} (4p) amb {\displaystyle \alpha _{13}=10.1735}

Mode {\displaystyle u_{21}} (3d) amb {\displaystyle \alpha _{21}=5.13562}
Mode {\displaystyle u_{22}} (4d) amb {\displaystyle \alpha _{22}=8.41724}
Mode {\displaystyle u_{23}} (5d) amb {\displaystyle \alpha _{23}=11.6198}